# Michaił Jużny
Michaił Michajłowicz Jużny, ros. Михаил Михайлович Южный (ur. 25 czerwca 1982 w Moskwie) – rosyjski tenisista, zdobywca Pucharu Davisa, olimpijczyk.

## Kariera tenisowa
Karierę tenisową Jużny rozpoczął w roku 1999. W tym samym roku wygrał cztery turnieje z serii ITF Futures. W następnym roku zaczął częściej grać w rozgrywkach ATP Challenger Tour oraz ponadto doszedł pod koniec sezonu do ćwierćfinału turnieju ATP World Tour w Moskwie. W 2001 roku Rosjanin osiągnął IV rundę Wimbledonu oraz dodatkowo doszedł do półfinału turnieju w Kopenhadze.
Na początku lipca 2002 roku wygrał turniej w Stuttgarcie, gdzie w pojedynku finałowym pokonał Guillermo Cañasa. Pod koniec października osiągnął również finał zawodów w Petersburgu, jednak w finale nie sprostał Sébastienowi Grosjeanowi.
Sezon 2003 Rosjanin zakończył bez turniejowego zwycięstwa, natomiast w 2004 roku, pod koniec września, doszedł do finału w Pekinie, przegrywając finałowy mecz z Maratem Safinem. Miesiąc później Jużny zatriumfował w Petersburgu, a w finale pokonał Karola Becka. W 2004 roku Jużny zagrał na igrzyskach olimpijskich w Atenach, gdzie awansował do ćwierćfinału gry pojedynczej. Odpadł po porażce z Mardym Fishem. Uczestniczył również w turnieju deblowym, z którego został wyeliminowany w I rundzie.
Rok 2005 Jużny rozpoczął od deblowego finału w Ad-Dausze, gdzie razem z Andreim Pavelem przegrał w finale z Hiszpanami Albertem Costą i Rafaelem Nadalem. Kolejny deblowy finał rozegrał w Pekinie (wspólnie z Dmitrijem Tursunowem), natomiast w Moskwie wygrał swój pierwszy turniej w grze podwójnej, tworząc parę z Maksem Mirnym. W finale pokonali Igora Andriejewa i Nikołaja Dawydienkę.
W 2006 roku, podczas wielkoszlemowego US Open Jużny awansował do półfinału, eliminując po drodze m.in. Tommy'ego Robredo oraz Rafaela Nadala. Pojedynek o finał zawodów przegrał z Andym Roddickiem.
W roku 2007 Rosjanin wygrał w lutym singlowy turniej w Rotterdamie, pokonując w finale Ivana Ljubičicia. Dodatkowo triumfował także w rozgrywkach deblowych w Ad-Dauhsze (w parze z Nenadem Zimonjiciem) oraz Monachium (wspólnie z Philippem Kohlschreiberem). Ponadto w marcu doszedł do finału zawodów singlowych w Dubaju (porażka z Rogerem Federerem) oraz Monachium (porażka z Philippem Kohlschreiberem).
Na początku 2008 roku Jużny wygrał w Ćennaju tracąc w meczu finałowym z Nadalem jednego gema, natomiast podczas Australian Open osiągnął ćwierćfinał, eliminując m.in. Nikołaja Dawydienkę; przegrał z Jo-Wilfriedem Tsongą. W lutym, razem z Kohlschreiberem, osiągnął finał gry podwójnej w Rotterdamie, z kolei w czerwcu w Halle wygrał swój czwarty deblowy tytuł, będąc z parze z Mischą Zverevem. Kolejny triumf deblowy Rosjanin odniósł na przełomie września i października w Tokio, grając ponownie razem ze Zverevem. Latem zagrał ponadto na igrzyskach olimpijskich w Pekinie. Awansował do III rundy turnieju singlowego i II rundy rozgrywek deblowych.
W 2009 roku pierwszy finał w sezonie Jużny rozegrał w Monachium, jednak spotkanie finałowe przegrał z Tomášem Berdychem. W czerwcu zdobył deblowy tytuł w Londynie (dzielnica Queen's), partnerując Wesleyowi Moodiemu. W październiku awansował do finału singla w Tokio (porażka z Jo-Wilfriedem Tsongą), a następnie zwyciężył w Moskwie, nie tracąc w turnieju seta. Na początku listopada osiągnął finał w Walencji, jednak przegrał decydujący mecz z Andym Murrayem.
W lutym 2010 roku Rosjanin awansował do dwóch finałów w grze pojedynczej, najpierw w Rotterdamie, przegrywając w finale przez krecz w drugim secie z Robinem Söderlingiem, a następnie w Dubaju, gdzie został pokonany przez Novaka Đokovicia. Na początku maja zwyciężył w Monachium. W finale pokonał Chorwata Marina Čilicia. Podczas wielkoszlemowego Rolanda Garrosa uzyskał ćwierćfinał, w którym przegrał z Tomášem Berdychem. W czerwcu wygrał deblowe rozgrywki w Halle, a w październiku osiągnął po raz drugi w karierze półfinał US Open. Mecz o finał imprezy przegrał z Rafaelem Nadalem. Na początku października Rosjanin wygrał swój drugi turniej w sezonie, na twardych kortach w Kuala Lumpur, pokonując w finale Andrieja Gołubiewa. Pod koniec października Rosjanin zagrał w Petersburgu, gdzie awansował do finału, w którym nie sprostał jednak Michaiłowi Kukuszkinowi.
Pod koniec lutego 2011 roku Jużny awansował wraz z Serhijem Stachowskim do finału gry podwójnej w Dubaju. Pojedynek finałowy wygrali z deblem Jérémy Chardy-Feliciano López.
Po blisko półtorarocznej przerwie Jużny osiągnął finał singlowy, na kortach w Zagrzebiu w lutym 2012 roku. W spotkaniu o tytuł Rosjanin pokonał w dwóch setach Lukáša Lacko. Turniej zakończył się również wygraną Rosjanina w grze podwójnej. Tworząc parę z Markosem Pagdatisem pokonali w finale debel Ivan Dodig-Mate Pavić. Latem Jużny po raz trzeci wystąpił na igrzyskach olimpijskich, w Londynie. Z turnieju singlowego i mikstowego odpadł w I rundzie, z kolei w grze podwójnej dotarł do II rundy.
W czerwcu 2013 roku tenisista rosyjski awansował po raz pierwszy w karierze do finału gry pojedynczej na nawierzchni trawiastej, w Halle. Mecz o tytuł przegrał jednak w trzech setach z Rogerem Federerem. W połowie lipca Jużny zwyciężył w turnieju w Gstaad, po wyeliminowaniu m.in. w ćwierćfinale Juana Mónaco, przeciwko któremu obronił trzy piłki meczowe. Spotkanie finałowe wygrał z Robinem Haase. W październiku Jużny triumfował w Walencji, odnosząc tym samym drugie w karierze zwycięstwo w zawodach serii ATP World Tour 500. W meczu finałowym pokonał Davida Ferrera.
Ostatni start w karierze Rosjanina miał miejsce we wrześniu 2018 w Petersburgu, gdzie awansował do drugiej rundy, ponosząc porażkę z Robertem Bautistą-Agutem.
Od roku 2000 Jużny reprezentował Rosję w Pucharze Davisa. W 2002 roku miał znaczący wkład w zdobycie tytułu przez ekipę z Rosji, która w finale pokonała Francję 3:2. Jużny rozegrał decydujący mecz w tej rundzie przeciwko Paulowi-Henriemu Mathieu, odrabiając stratę dwóch setów. W 2006 roku ponownie Rosjanie sięgnęli po zwycięstwo w rozgrywkach. Pomimo tego, że Jużny nie wystąpił w finale z Argentyną przyczynił się do końcowego triumfu eliminując we wcześniejszej rundzie reprezentację USA (zdobył punkt wygrywając mecz z Jamesem Blakiem).
Najwyżej sklasyfikowany w rankingu singlistów był na 8. miejscu pod koniec stycznia 2008 roku, z kolei w zestawieniu deblistów w kwietniu 2011 roku zajmował 38. pozycję.

### Finały w turniejach ATP World Tour
| Legenda                                      |
| -------------------------------------------- |
| Wielki Szlem                                 |
| Igrzyska olimpijskie                         |
| Tennis Masters Cup / ATP Finals              |
| ATP Masters Series / ATP Tour Masters 1000   |
| ATP International Series Gold / ATP Tour 500 |
| ATP International Series / ATP Tour 250      |

#### Gra pojedyncza (10–11)
| Końcowy wynik | Nr  | Data                 | Turniej      | Nawierzchnia    | Przeciwnik            | Wynik finału            |
| ------------- | --- | -------------------- | ------------ | --------------- | --------------------- | ----------------------- |
| Zwycięzca     | 1.  | 21 lipca 2002        | Stuttgart    | Ceglana         | Guillermo Cañas       | 6:3, 3:6, 3:6, 6:4, 6:4 |
| Finalista     | 1.  | 27 października 2002 | Petersburg   | Twarda (hala)   | Sébastien Grosjean    | 5:7, 4:6                |
| Finalista     | 2.  | 19 września 2004     | Pekin        | Twarda          | Marat Safin           | 6:7(4), 5:7             |
| Zwycięzca     | 2.  | 31 października 2004 | Petersburg   | Dywanowa (hala) | Karol Beck            | 6:2, 6:2                |
| Zwycięzca     | 3.  | 25 lutego 2007       | Rotterdam    | Twarda (hala)   | Ivan Ljubičić         | 6:2, 6:4                |
| Finalista     | 3.  | 3 marca 2007         | Dubaj        | Twarda          | Roger Federer         | 4:6, 3:6                |
| Finalista     | 4.  | 6 maja 2007          | Monachium    | Ceglana         | Philipp Kohlschreiber | 6:2, 3:6, 4:6           |
| Zwycięzca     | 4.  | 5 stycznia 2008      | Ćennaj       | Twarda          | Rafael Nadal          | 6:0, 6:1                |
| Finalista     | 5.  | 10 maja 2009         | Monachium    | Ceglana         | Tomáš Berdych         | 4:6, 6:4, 6:7(5)        |
| Finalista     | 6.  | 11 października 2009 | Tokio        | Twarda          | Jo-Wilfried Tsonga    | 3:6, 3:6                |
| Zwycięzca     | 5.  | 25 października 2009 | Moskwa       | Twarda (hala)   | Janko Tipsarević      | 6:7(5), 6:0, 6:4        |
| Finalista     | 7.  | 8 listopada 2009     | Walencja     | Twarda          | Andy Murray           | 3:6, 2:6                |
| Finalista     | 8.  | 14 lutego 2010       | Rotterdam    | Twarda (hala)   | Robin Söderling       | 4:6, 0:2 krecz          |
| Finalista     | 9.  | 27 lutego 2010       | Dubaj        | Twarda (hala)   | Novak Đoković         | 5:7, 7:5, 3:6           |
| Zwycięzca     | 6.  | 9 maja 2010          | Monachium    | Ceglana         | Marin Čilić           | 6:3, 4:6, 6:4           |
| Zwycięzca     | 7.  | 3 października 2010  | Kuala Lumpur | Twarda (hala)   | Andriej Gołubiew      | 6:7(7), 6:2, 7:6(3)     |
| Finalista     | 10. | 1 listopada 2010     | Petersburg   | Twarda (hala)   | Michaił Kukuszkin     | 3:6, 6:7(2)             |
| Zwycięzca     | 8.  | 5 lutego 2012        | Zagrzeb      | Twarda (hala)   | Lukáš Lacko           | 6:2, 6:3                |
| Finalista     | 11. | 16 czerwca 2013      | Halle        | Trawiasta       | Roger Federer         | 7:6(5), 3:6, 4:6        |
| Zwycięzca     | 9.  | 28 lipca 2013        | Gstaad       | Ceglana         | Robin Haase           | 6:3, 6:4                |
| Zwycięzca     | 10. | 27 października 2013 | Walencja     | Twarda (hala)   | David Ferrer          | 6:3, 7:5                |

#### Gra podwójna (9–3)
| Końcowy wynik | Nr | Data                 | Turniej          | Nawierzchnia    | Partner               | Przeciwnicy                       | Wynik finału   |
| ------------- | -- | -------------------- | ---------------- | --------------- | --------------------- | --------------------------------- | -------------- |
| Finalista     | 1. | 8 stycznia 2005      | Ad-Dauha         | Twarda          | Andrei Pavel          | Albert Costa Rafael Nadal         | 3:6, 6:4, 3:6  |
| Finalista     | 2. | 18 września 2005     | Pekin            | Twarda          | Dmitrij Tursunow      | Justin Gimelstob Nathan Healey    | 6:4, 3:6, 2:6  |
| Zwycięzca     | 1. | 16 października 2005 | Moskwa           | Dywanowa (hala) | Maks Mirny            | Igor Andriejew Nikołaj Dawydienko | 6:1, 6:1       |
| Zwycięzca     | 2. | 6 stycznia 2007      | Ad-Dauha         | Twarda          | Nenad Zimonjić        | Martin Damm Leander Paes          | 6:1, 7:6(3)    |
| Zwycięzca     | 3. | 6 maja 2007          | Monachium        | Ceglana         | Philipp Kohlschreiber | Jan Hájek Jaroslav Levinský       | 6:1, 6:4       |
| Finalista     | 3. | 24 lutego 2008       | Rotterdam        | Twarda (hala)   | Philipp Kohlschreiber | Tomáš Berdych Dmitrij Tursunow    | 5:7, 6:3, 7–10 |
| Zwycięzca     | 4. | 15 czerwca 2008      | Halle            | Trawiasta       | Mischa Zverev         | Lukáš Dlouhý Leander Paes         | 3:6, 6:4, 10–3 |
| Zwycięzca     | 5. | 5 października 2008  | Tokio            | Twarda          | Mischa Zverev         | Lukáš Dlouhý Leander Paes         | 6:3, 6:4       |
| Zwycięzca     | 6. | 14 czerwca 2009      | Londyn (Queen's) | Trawiasta       | Wesley Moodie         | Marcelo Melo André Sá             | 6:4, 4:6, 10–6 |
| Zwycięzca     | 7. | 13 czerwca 2010      | Halle            | Trawiasta       | Serhij Stachowski     | Martin Damm Filip Polášek         | 4:6, 7:5, 10–7 |
| Zwycięzca     | 8. | 26 lutego 2011       | Dubaj            | Twarda          | Serhij Stachowski     | Jérémy Chardy Feliciano López     | 4:6, 6:3, 10–3 |
| Zwycięzca     | 9. | 5 lutego 2012        | Zagrzeb          | Twarda (hala)   | Markos Pagdatis       | Ivan Dodig Mate Pavić             | 6:2, 6:2       |

### Starty wielkoszlemowe (gra pojedyncza)
| Turniej          | 1999 | 2000 | 2001  | 2002  | 2003  | 2004  | 2005  | 2006  | 2007  | 2008  | 2009  | 2010  | 2011  | 2012  | 2013  | 2014  | 2015  | 2016  | 2017  | 2018  | Wygrane turnieje | Bilans w turnieju |
| ---------------- | ---- | ---- | ----- | ----- | ----- | ----- | ----- | ----- | ----- | ----- | ----- | ----- | ----- | ----- | ----- | ----- | ----- | ----- | ----- | ----- | ---------------- | ----------------- |
| Australian Open  | –    | –    | 3R    | 3R    | 4R    | 1R    | 2R    | 1R    | 3R    | QF    | 1R    | 3R    | 3R    | 1R    | 2R    | 2R    | 1R    | –     | 1R    | 1R    | 0 / 17           | 20–17             |
| French Open      | –    | –    | 1R    | 1R    | 2R    | 3R    | 2R    | 2R    | 4R    | 3R    | 2R    | QF    | 3R    | 3R    | 4R    | 2R    | 1R    | 1R    | 1R    | 1R    | 0 / 18           | 23–18             |
| Wimbledon        | –    | –    | 4R    | 4R    | 2R    | 1R    | 4R    | 3R    | 4R    | 4R    | 1R    | 2R    | 4R    | QF    | 4R    | 2R    | 1R    | 2R    | 2R    | 1R    | 0 / 18           | 32–18             |
| US Open          | –    | –    | 3R    | –     | 1R    | 3R    | 3R    | SF    | 2R    | –     | 2R    | SF    | 1R    | 1R    | QF    | 1R    | 2R    | 3R    | 2R    | 1R    | 0 / 16           | 26–16             |
| Wygrane turnieje | –    | –    | 0 / 4 | 0 / 3 | 0 / 4 | 0 / 4 | 0 / 4 | 0 / 4 | 0 / 4 | 0 / 3 | 0 / 4 | 0 / 4 | 0 / 4 | 0 / 4 | 0 / 4 | 0 / 3 | 0 / 4 | 0 / 3 | 0 / 4 | 0 / 4 | 0 / 69           | N/A               |
| Bilans spotkań   | –    | –    | 7–4   | 5–3   | 5–4   | 4–4   | 7–4   | 8–4   | 9–4   | 9–3   | 2–4   | 12–4  | 7–4   | 6–4   | 11–4  | 3–3   | 1–4   | 3–3   | 2–4   | 0–4   | N/A              | 101–69            |